# جاركو يوفانوفيتش
جاركو يوفانوفيتش (بالصربية: Жарко Јовановић)‏ هو ملحن ومغن مؤلف صربي، ولد في 26 ديسمبر 1925 في بلغراد في صربيا، وتوفي في 25 مارس 1985 في باريس في فرنسا.